# Кастельвеккана
Кастельвеккана (итал. Castelveccana) — коммуна в Италии, располагается в провинции Варесе области Ломбардия.
Население составляет 1962 человека (на 2001 г.), плотность населения составляет 98 чел./км². Занимает площадь 20 км². Почтовый индекс — 21010. Телефонный код — 0332.
Покровителями коммуны почитаются святые апостолы Пётр и Павел, празднование 29 июня.